# Раппопорт Павло Олександрович
Павло́ Олекса́ндрович Раппопо́рт (16 (29) червня 1913 — 11 вересня 1988) — радянський археолог, історик, мистецтвознавець, доктор історичних наук.

## Біографія
Павло Раппопорт народився в Санкт-Петербурзі.
У 1937 році завершив навчання в Ленінградському інженерно-будівельному інституті.
Працював у Ленінградському відділенні Інституту археології АН СРСР і одночасно викладав історію архітектури у Ленінградському інституті живопису, скульптури та архітектури імені І. Рєпіна.
Раппопорт вивчав проблеми історії і археології монументальної архітектури Київської Русі та Великого князівства Московського.

## Праці
Павло Раппопорт автор низки фундаментальних наукових праць із питань фортечного та храмового давньоруського зодчества.
У 1960—1961 роках він проводив обстеження давньоруських фортець, про що розповів у монографії «Военное зодчество западно-русских земель X—XIV веков» (1967).
- Очерки по истории русского военного зодчества X—XIII вв. — М.; Л., 1956. (рос.)
- Раппопорт П. А. Древние русские крепости. — М.: Наука, 1965. — 88 с. — (Из истории мировой культуры). — 4000 экз. (обл.) (рос.)
- Раппопорт П. А. Древнерусская архитектура. — М.: Наука, 1970. — 144 с. — (Научно-популярная серия). — 30 000 экз. (обл.) (рос.)
- О местоположении смоленского города Заруба. 1972. (рос.)
- Трубчевск. 1973. (рос.)
- Раппопорт П. А. Древнерусское жилище. — Л.: Наука, 1975. — 180 с. — (Археология СССР. Свод археологических источников. Выпуск Е1-32). (обл.) (рос.)
- Раппопорт П. А., Смирнова А. Т. Архитектурные достопримечательности Смоленска. — М.: Московский рабочий, 1976. — 96 с. — 30 000 экз. (обл.) (рос.)
- Воронин Н. Н., Раппопорт П. А. Зодчество Смоленска XII—XIII вв. — Л.: Наука. Ленингр. отд-ние, 1979. — 416 с. — 17 100 экз. (в пер.) (рос.)
- Раппопорт П. А. Русская архитектура X—XIII вв.: Каталог памятников. — Л.: Наука, 1982. — 136 с. — (Археология СССР. Свод археологических источников. Выпуск Е1-47). — 5000 экз. (обл.) (рос.)
- Раппопорт П. А. Зодчество Древней Руси. — Л.: Наука, 1986. — 160 с. — (Из истории мировой культуры). — 100 000 экз. (обл.) (рос.)
- Раппопорт П. А. Древнерусская архитектура. — СПб.: Стройиздат, 1993. — 288 с. — 10 000 экз. — ISBN 5-274-00981-6. (в пер.) (рос.)
- Раппопорт П. А. Строительное производство Древней Руси X—XIII вв.. — СПб.: Наука, 1994. — 160 с. — 5000 экз. — ISBN 5-02-027357-0. (обл.) (рос.)
- Раппопорт П. А. Архитектура средневековой Руси: Избранные статьи. — СПб.: Лики России, 2013. — 328 с. — 500 экз. — ISBN 978-5-87417-438-5. (в пер.) (рос.)